# Екатерининский дворец (Москва)
Екатери́нинский дворе́ц (также Головинский дворец, Екатерининские казармы) — дворцово-парковый комплекс в Москве, построенный для Екатерины II на месте императорского дворца Анненгоф в 1773—1796 годах в стиле русского классицизма. В разное время над строительством и отделкой Екатерининского дворца работали Пётр Макулов, Антонио Ринальди, Карл Бланк, Джакомо Кваренги, Франческо Кампорези.
Во время войны с Наполеоном дворец был разрушен и вновь восстановлен в 1823 году. В обновлённом здании разместился Кадетский корпус. Дворец расположен по адресу 1-й Краснокурсантский проезд, строение 3/5, в настоящее время в нём находится Общевойсковая академия Вооружённых Сил Российской Федерации.

## История

### Предшествовавшие проекты

#### Усадьба Головина
В 1724 году он был готов, в то время дворец был небольшой и довольно скромный. Затем его перестроил для их дочери Елизаветы Петровны блистательный мастер барокко Растрелли — тогда-то дворец и получил свой нынешний великолепный внешний вид.
```
Роскошно выглядит дворец, что очень характерно для барокко. Обилие мелких деталей, золото, витые колонны. При позолоте внутренних и внешних декоративных деталей дворца использовали почти сто килограммов червонного золота.
```

```
Этот дворец любила ещё одна царица — Екатерина II. Дворец считается летней резиденцией трёх российских правительниц. И называется он сейчас Екатерининский дворец. Его как только не называли — и Старым дворцом, и Больший Царскосельским, и просто Большим.
```

 Неизменно во дворце в любые эпохи царицы устраивали празднования, балы.
Во время правления Петра I долина реки Яузы стала местом строительства больших усадебных комплексов для приближённых к царю государственных деятелей. Это была живописная и свободная от плотной застройки местность, хорошо подходившая для масштабного строительства. Усадьбы и государственные резиденции в Лефортово, возведённые на рубеже XVII—XVIII веков, отличались от архитектуры старой Москвы и стали прообразом дворцово-парковых ансамблей Санкт-Петербурга. Первоначально усадьбы строились для вельмож, но в них часто устраивались государственные приёмы и торжественные церемонии. Впоследствии эти усадьбы были превращены в императорские резиденции.
В начале XVIII века на противоположных берегах Яузы находились владения ближайших сподвижников Петра I — генерал-адмирала Франца Лефорта и генерал-фельдмаршала Фёдора Головина. Формирование дворцово-паркового ансамбля Головина относится к 1702 году, когда по проекту архитектора Дмитрия Иванова был возведён каменный дом и разбит регулярный парк. Поскольку усадьба Головина представляла собой попытку подражания образу дворцово-паркового комплекса Версаля, именно её Пётр выбрал для приёма посланника французского монарха Людовика XIV в марте 1703 года.
По мнению историка Ольги Евангуловой, характерной чертой дворцово-паркового ансамбля Головина была его геометрически правильная организация, которая получила развитие в дальнейшем. Согласно плану, парк представлял собой прямоугольную «сетку», типичную для многих садовых планировок раннепетровской эпохи. В центре композиции располагался парадный двор с жилыми и общественными помещениями. По сторонам от двора находились хозяйственные постройки и декоративные элементы парка. Перед главным фасадом дворца был устроен прямоугольный пруд, окружённый статуями. С противоположной стороны от парадного входа располагался увеселительный павильон с крытыми аллеями и фонтаном. По сохранившимся документам известно, что проектированием парка занимался лейб-медик Николай Бидлоо.
После смерти Головина в 1706 году усадьба пришла в упадок, в 1721-м она была выкуплена у наследников в казну. Переустройство усадьбы и парка император поручил Бидлоо. В июне 1722 года московский обер-комендант Иван Измайлов получил распоряжение Петра:
Велели мы здесь Доктору Бидлоу строить двор и огород, купленный у детей покойного Фёдора Головина, и к той работе определить Московского гарнизона солдат, чтоб всегда были 1000 человек с принадлежащими обер и унтер офицерами … в приёме и в расходе денег, и в порядке, и в покупке припасов к тому строению, тебе надсматривать и во всём доктору Бидлоу помогать.
К 1720-м годам сформировался облик Головинского сада, располагавшегося между современными Госпитальным и Дворцовыми мостами. Об особенностях композиции можно узнать по сохранившимся планам и описаниям. Сад состоял из двух частей: территории бывших владений Головина и левобережной партерной части Лефортовской усадьбы, которая также перешла в казну в 1727 году. В планировке садов применялись основные принципы организации регулярных парков. Во время правления Петра II столица вновь была перенесена из Петербурга в Москву, а императорский двор располагался в Лефортовском и Головинском дворцах.

#### Анненгоф
С мая 1731 года усадьба и сад служили летней резиденцией императрицы Анны Иоанновны и в честь неё получили название Анненгоф. На его территории по проекту архитектора Бартоломео Растрелли возвели новые деревянные строения в стиле барокко. В 1731—1735 годах в Анненгофе был прорыт канал и создан партер перед главным фасадом дворца. В 1736—1740 годах в Лефортове шли работы по облагораживанию Верхнего сада или Анненгофской рощи, как он был назван позже. Резиденция императрицы была устроена по принципам французского классицизма, и все элементы дворцово-паркового ансамбля были соподчинены.
В 1736 году Зимний Анненгоф из Кремля также перенесли в Лефортово, после чего Анненгоф перестал быть лишь летней резиденцией. При Елизавете Петровне неподалёку был построен новый деревянный дворец, которому было возвращено историческое название — Головинского. 1 мая 1742 года во дворце был дан пышный обед по случаю коронации императрицы. В 1741—1742 годы здесь были возведены новые дворцы, церковь Воскресения, Иллюминационный театр, Оперный дом и Триумфальные ворота. Новый ансамбль, сформировавшийся при Елизавете Петровне, был создан архитекторами Растрелли и Михаилом Земцовым.

### Екатерининский дворец
Ансамбль продолжал действовать при Екатерине II. Осенью 1762 года Екатерина приехала в Москву для церемонии коронации и остановилась в Головинском дворце. В 1770-м архитектор Семён Яковлев построил новый каменный мост через Яузу, соединивший две части ансамбля. Во время эпидемии чумы 1771—1772 годов в Москве во дворце также останавливался граф Григорий Орлов. В 1773-м на фундаментах снесённого Летнего Анненгофа началось строительство каменного дворца для Екатерины II по проекту князя Петра Макулова и архитектора Антонио Ринальди. Новый дворец, получивший название Екатерининского, был самым крупным в Москве в XVIII веке. В 1774 году к дворцу был пристроен придворный театр. На месте сгоревшего Головинского дворца возведели два ряда корпусов с мастерскими и хозяйственными помещениями. Во время правления Екатерины дворец несколько раз перестраивался, его облик менялся. В 1778 году обнаружилось, что при возведении Екатерининского дворца использовался кирпич плохого качества. Строительство продолжили под руководством архитектора Карла Бланка, но фундамент здания оставался непрочным. Летом 1779-го стены и фундамент каменного дворца были разобраны, а в 1782—1783 годах здание отстроили заново. Отделкой фасадов и внутренних интерьеров занимался архитектор Джакомо Кваренги, лепниной — Франческо Кампорези. Строительство Екатерининского дворца продолжалось до 1796 и стоило казне 3,6 млн рублей.
Комплекс с его протяжёнными фасадами насыщенного красного цвета и внутренними дворами представляет собой одно из наиболее значительных сооружений русского классицизма. Кваренги сделал акцент на центральных частях фасадов с помощью протяженных колоннад большого ордера. Так, сохранившаяся лоджия уличного фасада включает портик из 16 колонн тёмного «дикого камня» — серого песчаника. Колонны коринфского ордера венчают капители с украшениями из листьев аканта. Между стволами колонн поставлена чугунная решётка, которая подчёркивает монументальность классицистического ансамбля. Антаблемент ордера Кваренги продолжил по периметру всего дворца.
Павел I не любил Екатерининский дворец и сразу после кончины своей матери в 1796 году превратил здание в казармы Московского гарнизонного полка. Отделка парадных помещений, в том числе тронного зала, была значительно упрощена, а перед зданием устроили плац.
Во время Отечественной войны 1812 года дворец был разрушен, восстановлен в 1823 году под контролем генерал-майора Петра Ушакова. Московскую императорскую резиденцию перенесели обратно в Кремль. В 1824-м (по другим источникам — в 1825-м) в отремонтированном здании разместился Кадетский корпус. Здание было отделано внутри по новому проекту Осипа Бове. Кадетскому корпусу была передана также Анненгофская роща, а царский Головинский сад был открыт для посещений. В 1828 году к северной части дворца пристроили здание, в котором с 1849 года разместился 2-й Кадетский корпус. Позднее в служебных корпусах дворца располагалось Алексеевское военное училище.
В 1881 году в северной части Анненгофской рощи была построена военная тюрьма, называемая Лефортовской. Перед тюрьмой располагались жилые кварталы. К началу XX века Головинский сад зарос, его пруды были полностью заброшены, а территория застроена.
В начале 1930-х годов усадьба была превращена в парк культуры и отдыха площадью 33 гектаров. В городском парке построили ряд новых объектов: стадион, зелёный театр, аттракционы. С 1937 года во дворце размещалась Военная академия бронетанковых войск, сейчас Общевойсковая академия Вооружённых Сил Российской Федерации. В 2004 году столичные власти инициировали переговоры с Министерством обороны России о передаче прав собственности Екатерининского дворца городу. К 2010 году передача так и не произошла. В 2018-м мэрия города озвучивала планы провести реставрацию дворца, однако реализации этот проект не получил. В июне 2022-го госкомпания Дом. РФ заявила, что в четвёртом квартале года планирует выставить комплекс на аукцион. Планы по продаже здания подтвердил замдиректора компании Денис Филиппов, по оценке экспертов, стартовая цена могла превысить 2,5 млрд рублей, а на реставрацию потребовалось бы не менее 11 млрд. При этом после открытия уникальный дворец мог бы стать важнейшим культурным комплексом наравне с Третьяковской галереей. Однако, в конце ноября 2022 года дворец вернули в ведение Министерства обороны.

## Парк
Дворцовый парк был разбит в 1703 году, в советское время неофициально назван Лефортовским по имени Франца Лефорта, сейчас это официальное название парка. Регулярная планировка в парке сохранилась со времён Петра I, восстановлены главные аллеи, Головинский пруд и Крестовый пруд, у которого находится ныне полуразрушенный «Грот» конца XVIII века — каменная подпорная стенка с колоннами и нишами. Беседка поблизости была выстроена в начале XX века. Общая площадь усадьбы составляет 65,5 гектаров. Вход в парк свободный. Дворец и ближайшая к нему территория по-прежнему находятся в ведении военных структур и закрыты для посещения.